# 제인 켁클리

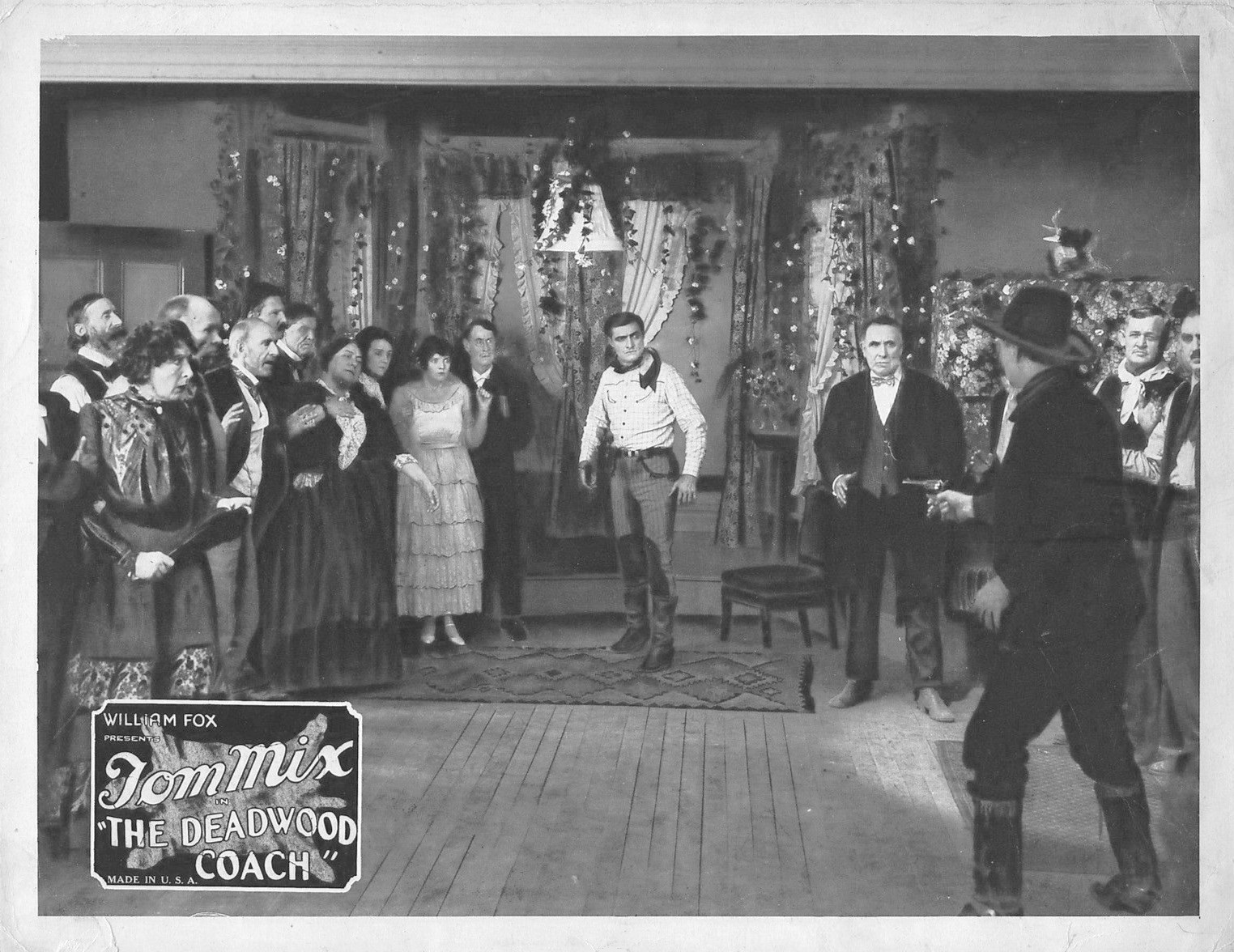

제인 켁클리(Jane Keckley, 1876년 9월 10일 ~ 1963년 8월 14일)는 미국의 배우, 영화배우이다.
찰스턴에서 태어났으며 사우스패서디나에서 사망하였다.

## 영화
- 멜로디 랜치 (1940년)
- 론 레인저 (1938년)
- 딕 트레이시 (1937년)
- 쇼 보트 (1936년)
- 평원의 사나이 (1936년)
- 고잉 헐리우드 (1933년)
- 해롤드 틴 (1928년)
- 허크와 톰 (1918년)